# Ісламов Раміль Раїсович
Раміль Ісламов (рос. Рамиль Раисович Исламов, узб. Ramil Raisovich Islomov; нар. 21 серпня 1973, Ташкент) — узбецький і російський борець вільного стилю, срібний та бронзовий призер чемпіонатів світу, дворазовий чемпіон та срібний призер чемпіонатів Азії, срібний призер Азійських ігор, володар Кубку світу, учасник двох Олімпійських ігор.

## Життєпис
Боротьбою почав займатися з 1984 року. Тренери — Маршит Фіткулін, Равіль Фіткулін. У 1993 році став чемпіоном світу серед молоді.
До 2001 року виступав за збірну команду Узбекистану, де виграв всі свої титули на першостях світу та Азії, взяв участь у двох Олімпійських іграх.
У збірній команді Росії з 2001 по 2008 рік, однак особливого успіху під прапором цієї країни не досяг.
Виступав за «ЦСКА» Новосибірськ.
Завершив спортивну кар'єру в 2008 році.
Після завершення активних виступів на борцівському килимі перейшов на тренерську роботу. Старший тренер жіночої збірної команди Росії з вільної боротьби.

## Спортивні результати на міжнародних змаганнях

### Виступи на Олімпіадах
| Змагання                    | Збірна     | Вагова категорія          | Місце |
| --------------------------- | ---------- | ------------------------- | ----- |
| Літні Олімпійські ігри 1996 | Узбекистан | вільна боротьба, до 62 кг | 8     |
| Літні Олімпійські ігри 2000 | Узбекистан | вільна боротьба, до 63 кг | 17    |

### Виступи на Чемпіонатах світу
| Змагання                        | Збірна     | Вагова категорія          | Місце  |
| ------------------------------- | ---------- | ------------------------- | ------ |
| Чемпіонат світу з боротьби 1994 | Узбекистан | вільна боротьба, до 62 кг | 9      |
| Чемпіонат світу з боротьби 1995 | Узбекистан | вільна боротьба, до 62 кг | 21     |
| Чемпіонат світу з боротьби 1997 | Узбекистан | вільна боротьба, до 58 кг | Срібло |
| Чемпіонат світу з боротьби 1998 | Узбекистан | вільна боротьба, до 58 кг | 8      |
| Чемпіонат світу з боротьби 1999 | Узбекистан | вільна боротьба, до 63 кг | Бронза |

### Виступи на Чемпіонатах Європи
| Змагання                         | Збірна | Вагова категорія          | Місце |
| -------------------------------- | ------ | ------------------------- | ----- |
| Чемпіонат Європи з боротьби 2003 | Росія  | вільна боротьба, до 60 кг | 5     |

### Виступи на Чемпіонатах Азії
| Змагання                       | Збірна     | Вагова категорія          | Місце  |
| ------------------------------ | ---------- | ------------------------- | ------ |
| Чемпіонат Азії з боротьби 1995 | Узбекистан | вільна боротьба, до 62 кг | Золото |
| Чемпіонат Азії з боротьби 1996 | Узбекистан | вільна боротьба, до 62 кг | 4      |
| Чемпіонат Азії з боротьби 1999 | Узбекистан | вільна боротьба, до 63 кг | Срібло |
| Чемпіонат Азії з боротьби 2000 | Узбекистан | вільна боротьба, до 63 кг | Золото |

### Виступи на Азійських іграх
| Змагання           | Збірна     | Вагова категорія          | Місце  |
| ------------------ | ---------- | ------------------------- | ------ |
| Азійські ігри 1998 | Узбекистан | вільна боротьба, до 63 кг | Срібло |

### Виступи на Кубках світу
| Змагання                    | Збірна     | Вагова категорія          | Місце  |
| --------------------------- | ---------- | ------------------------- | ------ |
| Кубок світу з боротьби 1996 | Узбекистан | вільна боротьба, до 62 кг | Золото |
| Кубок світу з боротьби 2002 | Росія      | вільна боротьба, до 60 кг | 4      |
| Кубок світу з боротьби 2004 | Росія      | вільна боротьба, до 60 кг |        |
| Кубок світу з боротьби 2006 | Росія      | вільна боротьба, до 60 кг | 4      |

### Виступи на інших змаганнях
| Змагання                           | Збірна | Вагова категорія          | Місце  |
| ---------------------------------- | ------ | ------------------------- | ------ |
| Гран-прі Німеччини з боротьби 2001 | Росія  | вільна боротьба, до 63 кг | Золото |

### Виступи на змаганнях молодших вікових груп
| Змагання                                     | Збірна     | Вагова категорія          | Місце  |
| -------------------------------------------- | ---------- | ------------------------- | ------ |
| Чемпіонат світу з боротьби серед молоді 1993 | Узбекистан | вільна боротьба, до 57 кг | Золото |